# Lara Malsiner
Lara Malsiner est une sauteuse à ski italienne, née le 14 avril 2000 à Vipiteno.

## Biographie
Membre des Fiamme Gialle, Lara Malsiner prend part à sa première compétition internationale à la Coupe OPA estivale en 2013. Sa première victoire importante a lieu aux Jeux nordiques de l'OPA en 2015, où elle remporte la compétition individuelle.
Elle participe à sa première épreuve en Coupe du monde en décembre 2015 à Lillehammer (30e).
Aux Jeux olympiques de la jeunesse d'hiver de 2016, elle obtient la médaille de bronze à l'épreuve individuelle.
En 2017, après une sélection en championnat du monde à Lahti (37e), elle se rapproche des meilleures 
en fin d'année avec deux tops dix à Lillehammer (8e et 9e).
2018 marque sa première sélection pour les Jeux olympiques, se classant quinzième à Pyeongchang. Elle occupe le dix-huitième rang au classement général de la Coupe du monde contre la 47e place un an auparavant.
Aux Championnats du monde 2019, elle se classe quatorzième en individuel, après avoir obtenu une médaille de bronze aux Championnats du monde junior à Lahti.
Lors de la saison 2019-2020, elle est la meilleure italienne, montant même sur son premier podium en Coupe du monde à Hinzenbach derrière deux Autrichiennes.
Ses sœurs Manuela et Jessica sont aussi des sauteuses à ski de niveau international.

## Palmarès

### Jeux olympiques
| Épreuve / Édition | Pyeongchang 2018 |
| Individuel        | 15e              |

### Championnats du monde
| Épreuve / Édition  | Lahti 2017                       | Seefeld 2019 |
| Individuel         | 37e                              | 14e          |
| Par équipes mixtes |                                  | 8e           |
| Par équipes        | Épreuve inexistante à cette date | 8e           |

### Coupe du monde
- Meilleur classement général : 15e en 2020.
- 1 podium individuel : 1 troisième place.

#### Classements généraux annuels
| Année | Rang |
| 2016  | 53e  |
| 2017  | 47e  |
| 2018  | 18e  |
| 2019  | 18e  |
| 2020  | 15e  |
| 2021  | 25e  |

### Championnats du monde junior
- Médaille de bronze du concours individuel en 2019 à Lahti.
- Médaille de bronze du concours individuel en 2020 à Oberwiesenthal.

### Jeux olympiques de la jeunesse
- Médaille de bronze du concours individuel en 2016 à Lillehammer.

### Jeux nordiques de l'OPA
- Médaille d'or en individuel en 2015.
- Médaille d'argent en individuel en 2014.

### Championnats d'Italie
- Championne en tremplin normal en 2018 et 2020.